# Tionne Watkins
Tionne Tenese Watkins, mais conhecida pelo seu nome artístico T-Boz (Des Moines, 26 de abril de 1970) é uma cantora, compositora, atriz, autora e produtora executiva. Nascida em Des Moines, Iowa, Watkins alcançou a fama no início dos anos 90 como membro do grupo feminino TLC. Ela ganhou quatro prêmios Grammy por seu trabalho com o TLC.

## Biografia
Tionne "T-Boz" Watkins nasceu em Des Moines, Iowa, filha de Gayle Watkins. Ela é Afro-americana e descendente dos Povos nativos dos Estados Unidos. Quando criança, foi diagnosticada com anemia. Desde de sete anos de idade, Watkins foi dentro e fora dos hospitais, devido à sua condição. A Família de Watkins passou de Des Moines para Atlanta, Georgia quando ela tinha nove anos de idade. Por causa de sua doença, Watkins não era esperada em ter filhos ou viver passando dos seus 30 anos, mas ela tem uma filha e está vivendo hoje.

## História da Carreira

### TLC
Em um local de Atlanta, chamaram Crystal Jones para realizarem audições para um grupo de canto e escolheu Watkins, e Lisa "Left Eye" Lopes e, eventualmente, atraiu a atenção de Perri "Pebbles" Reid e seu marido chefe da LaFace Records, Antonio L.A Reid. L.A Reid substituiu Jones com Rozonda "Chilli" Thomas e o grupo foi assinado em 1991 como TLC. Elas passaram a se tornar um dos grupos femininos mais bem sucedidos na história, com mais de 65 milhões de discos vendidos em todo o mundo. T-Boz ganhou quatro prêmios Grammy por seu trabalho com TLC.
No final de 2011, VH1 anunciou planos para produzir um filme biográfico sobre TLC ao ar em 2013. Watkins e Thomas assinaram como produtoras de CrazySexyCool: the TLC Story.

### Trabalho Solo
For most, the answer is easy and obvious for this question. It does brings us together. It puts us in touch with who we lost touch with; and the list goes on.
A lot of people complain about how Social Media made us more worried and concerned with the virtual world rather than the world in front of our face.
I believe that Social Media has both brought us together and pushed us further apart. Without Social Media it wouldn’t be easy for us to communicate with each other with a press of a button! Using something like Skype brings people closer when they can’t always physically see each other. Texting someone through Facebook or any other texting platform allow us to be in contact with anyone anywhere in the world, at any point in time. We can always reach somebody no matter how far they are away from us. Social Media today had become our greatest ally and our greatest hindrance. It can open doors to opportunities never thought of before, and even solve problems that seem impossible.
But on the other hand, it does have some negative effects on people, tearing them apart in way of face to face communication making such relations undervalued. Specially this generation! You always see a bunch of friends groups hanging out together when each of them is caught up in there digital devices, they constantly want to check what everyone’s tweeting, what they are doing, instead of talking to the friends they set with, or holding conversation and engaging with each other!

### Televisão e cinema
Watkins trabalhou como atriz, aparecendo no filme Belly de Hype Williams de 1998. Ela também apareceu em um episódio de Living Single, a primeira vez que estrelou como convidada junto com suas colegas de banda e outra vez sem elas. Watkins também foi uma das produtoras executivas do filme ATL de 2006, protagonizado pelo rapper T.I.. Ela também foi destaque no videoclipe da música "It's Good", com YoungBloodZ, E apareceu em The Real Housewives of Atlanta como um amigo de Kandi Burruss. Em novembro de 2016, ela começou uma temporada de dois meses como Sheila, uma detida em prisão, em Days of Our Lives. Em 2017, ela emprestou sua voz para um personagem em Trolland, também conhecido como Trollz, um filme de animação CGI direto para DVD.

### Outros trabalhos
Watkins publicou um livro de poesia semi-autobiográfico chamado Thoughts em 3 de novembro de 1999. Em 2005, Watkins e a estilista Tara Brivic (que mais tarde apareceria regularmente na Totally T-Boz) abriram uma loja infantil chamada Chase's Closet (em homenagem a sua filha). Foi encerrado anos depois.
O reality show de Watkins, Totally T-Boz, estreou em 1º de janeiro de 2013, na rede TLC. O show narrou a busca de Watkins para criar um álbum solo, se reunir com a banda, Chilli, e sua vida com sua filha Chase.
Durante 2013, ao lado do companheiro de grupo Chilli, eles produziram o filme biográfico CrazySexyCool: the TLC Story pelo VH1, que foi ao ar em 21 de outubro de 2013, a atriz Drew Sidora interpretou Watkins. Sua filha Chase interpretou Tionne jovem no filme. Elas também lançaram um álbum de trilha sonora 20, que marca o legado de mais de 20 anos da banda em negócios de entretenimento e o lançamento de seu filme biográfico, incluindo uma nova faixa "Meant to Be" escrita pelo cantor Ne-Yo. Elas também participaram como vocais convidadas na faixa "Crooked Smile" de J. Cole. O TLC comemorou seu retorno com uma série de performances altamente divulgadas que incluíram 2 datas: Mixtape Festival da VH1 em Hershey, Pensilvânia, em 27 de julho de 2013, e OVO Fest de Drake em Toronto em 5 de agosto de 2013. Eles lançaram um álbum, TLC, em 30 de junho de 2017.
Watkins fez uma aparição como Pam Grier em um episódio do Adult Swim da série Black Dynamite.

## Vida Pessoal
Quando criança, Watkins foi diagnosticado com anemia falciforme. Desde os sete anos de idade, ela está dentro e fora do hospital devido à sua condição. T-Boz se abriu ao público sobre a doença em 1996; ela mais tarde se tornou uma dos porta-vozes da Sickle Cell Disease Association of America. Em 2002, ela foi hospitalizada por quatro meses devido a um surto de anemia falciforme. Ela afirmou que sua fé em Deus e seu otimismo a ajudaram a permanecer livre dos efeitos mais graves da doença falciforme.
Em agosto de 2000, Watkins casou-se com o rapper Mack 10. A filha do casal, Chase Anela Rolison, nasceu em 20 de outubro de 2000. Em junho de 2004, ela pediu o divórcio e pediu uma ordem de restrinção contra Mack 10. Após a separação, Watkins entrou em um relacionamento de três anos com Takeo Spikes do San Diego Chargers.
Em outubro de 2009, Watkins revelou na CBS' The Early Show e na revista People que ela tinha secretamente lutado contra um tumor cerebral potencialmente fatal por três anos. Em março de 2006, ela foi diagnosticada como tendo um neuroma acústico morango de tamanho em seu nervo vestibular, que afetou o equilíbrio, audição, visão e movimento facial. Muitos médicos se recusaram a retirar o tumor, devido a seus falciforme complicações relacionadas, deixando suas alternativas severas, em última análise, ela passou por uma cirurgia no Cedars-Sinai Hospital, em Los Angeles.
Recentemente, em uma entrevista, foi revelado que um de seus tios se casou com a mãe de Lisa Lopes, fazendo com que ela e Lisa sejam primas.
Watkins entrou em falência em fevereiro de 2011 e novamente em outubro de 2011. De acordo com entretenimento repórter Viviana Vigil, um comentador em um episódio do Reelz série de Broke & Famous, Watkins gastou US $ 9.000 por mês e devia US $ 770.000 em sua casa, apesar de uma renda reportada de US $ 11.000 por mês. A repórter de entretenimento Nina Parker, outra comentarista do referido episódio de Broke & Famous, citou as contas médicas de Watkins e o tumor cerebral. Um vídeo de Nicki Swift citou um ex que devia a Watkins US $ 250.000 em pagamentos de pensão alimentícia no momento de seu pedido de falência do Capítulo 13 em outubro de 2011. Devido ao fracasso em preencher a papelada adequada, a reivindicação de falência de Watkins foi rejeitada em fevereiro de 2012, permitindo que credores e cobradores de contas buscassem seus bens e retomassem um de seus veículos.
Em junho de 2016, Watkins anunciou que adotou um filho de 10 meses chamado Chance.

## Discografia

### Singles solo
| Ano  | Título         | Posições   | Posições       | Posições         | Posições | Álbum                                  |
| Ano  | Título         | US Hot 100 | US R&B/Hip-Hop | UK Singles Chart | NZ       | Álbum                                  |
| ---- | -------------- | ---------- | -------------- | ---------------- | -------- | -------------------------------------- |
| 1996 | "Touch Myself" | 40         | 23             | 36               | 33       | Fled soundtrack                        |
| 2000 | "My Getaway"   | -          | 14             | 44               | -        | Rugrats in Paris: The Movie Soundtrack |
| 2013 | "Champion"     | -          | -              | -                | -        | TBA                                    |

### Como artista convidada
| Ano  | Título                                                  | Posições   | Posições       | Posições         | Álbum                  |
| Ano  | Título                                                  | US Hot 100 | US R&B/Hip-Hop | UK Singles Chart | Álbum                  |
| ---- | ------------------------------------------------------- | ---------- | -------------- | ---------------- | ---------------------- |
| 1991 | "Word to the Badd!!" (Jermaine Jackson featuring T-Boz) | 78         | 88             | -                | You Said               |
| 1996 | "Touch Myself" (Remix) (T-Boz featuring Richie Rich)    | -          | -              | -                | Seasoned Veteran       |
| 1996 | "Ghetto Love" (Da Brat featuring T-Boz)                 | 18         | 16             | -                | Anuthatantrum          |
| 1999 | "Be Somebody" (Paula Cole featuring T-Boz)              | -          | -              | -                | Amen                   |
| 2000 | "Tight To Def" (Mack 10 with T-Boz)                     | -          | -              | -                | The Paper Route        |
| 2002 | "Different Times" (Raphael Saadiq feat. T-Boz of TLC)   | -          | -              | -                | Instant Vintage        |
| 2005 | "It's Good" (YoungBloodZ featuring T-Boz)               | -          | -              | -                | Ev'rybody Know Me      |
| 2009 | "Someday" (DJ Deckstream with T-Boz)                    | -          | -              | 7                | Sound Tracks 2         |
| 2012 | "Red Planet" (Little Mix featuring T-Boz)               | -          | -              | -                | DNA (Little Mix album) |